# Mary van Kleeck
Mary Abby van Kleeck, née le 26 juin 1883 à Glenham (État de New York) et morte le 8 juin 1972 à Kingston (New York), est une scientifique américaine en sciences sociales, spécialiste de la sociologie du travail et défenseure de la société planifiée. Elle est une figure notable du mouvement ouvrier américain ainsi qu'une partisane de la gestion scientifique et d'une économie planifiée.
Américaine d'origine néerlandaise, Mary van Kleeck passe toute sa vie dans l'État de New York, sauf lors de ses études de premier cycle au Smith College dans le Massachusetts. Elle commence sa carrière dans le cadre du settlement movement, en enquêtant sur le travail des femmes dans la ville de New York. Mary van Kleeck se fait connaître en tant que directrice du département des études industrielles de la Fondation Russell Sage, qu'elle dirige pendant plus de 30 ans, à partir de 1916. Pendant la Première Guerre mondiale, Mary van Kleeck est nommée par le président américain Woodrow Wilson pour diriger l'élaboration de normes de travail pour les femmes entrant dans la vie active, devenant ainsi la première femme nommée à un poste d'autorité au sein du gouvernement fédéral américain pendant la guerre.
Après la guerre, elle dirige la création d'une agence fédérale chargée de défendre les femmes sur le marché du travail (le Women's Bureau), avant de retourner à la Fondation Sage et de poursuivre ses recherches centrées sur les sujets liés au travail. Dans les années 1930, Mary van Kleeck devient socialiste, affirmant que la planification centrale des économies est le moyen le plus efficace de protéger les droits des travailleurs. Pendant la Grande Dépression, elle devient une critique de gauche importante de la Nouvelle donne et du capitalisme américain, préconisant un programme radical pour les réformateurs sociaux et les travailleurs. Après avoir quitté la Fondation Sage en 1948, Mary van Kleeck se présente au Sénat de l'État de New York en tant que membre du parti d'extrême gauche, le Parti travailliste américain, mais elle perd l'élection et se tourne vers le militantisme pour la paix et le désarmement nucléaire. En tant que partisane de longue date des économies planifiées, elle devient une défenseure de l'amitié soviéto-américaine, ce qui lui vaut la suspicion du puissant mouvement anticommuniste.

## Biographie

### Jeunesse
Mary Abby Van Kleeck naît le 26 juin 1883 à Glenham dans l'État de New York,. Elle est l'enfant d'Eliza Mayer de Baltimore et de Robert Boyd Van Kleeck, un ministre épiscopal d'origine néerlandaise,. Du côté paternel, elle est issue de la famille Schenck de Brooklyn. Du côté maternel, son grand-père est Charles F. Mayer, un éminent avocat et homme politique de Baltimore. Elle est la plus jeune de cinq frères et sœurs, dont un frère mort en bas âge. Elle est proche de sa mère, mais a une relation distante avec son père, qui est souvent malade quand elle est jeune et qui meurt en 1892, alors qu'elle n'a que neuf ans,. La famille déménage dans le quartier de Flushing à New York. Mary van Kleeck est valedictorian de sa classe au lycée de Flushing, où elle est également leader étudiante et débatrice. Elle a une forte réputation d'intelligence et de force de caractère parmi ses camarades de classe. Elle écrit dans son discours d'adieu :
« We are living in an age of disputes, and by no means the least among them is the question of woman and her rights... [those who defend women] make one great mistake—they bravely defend woman, but they forget that she needs no defense, they eloquently plead her release from the bonds of slavery, but they forget that she is not a slave. »
—  Mary van Kleeck 
        
« Nous vivons à une époque de conflits, et parmi eux, la question de la femme et de ses droits n'est pas des moindres... [ceux qui défendent les femmes] font une grande erreur : ils défendent courageusement la femme, mais ils oublient qu'elle n'a pas besoin de défense, ils plaident avec éloquence sa libération des liens de l'esclavage, mais ils oublient qu'elle n'est pas une esclave. »
Mary van Kleeck étudie de septembre 1900 à 1904 au Smith College, où elle s'épanouit - en étudiant le calcul infinitésimal, en écrivant de la poésie et en jouissant d'une grande popularité auprès de ses camarades. Elle s'investit dans la principale organisation étudiante du campus et en devient la présidente en 1903. Grâce à cette organisation, elle découvre l'Union chrétienne de jeunes filles (UCJF) à laquelle elle reste affiliée pour le reste de sa vie. Lors d'un camp d'été de l'UCJF à Silver Bay à New York, Mary van Kleeck est attirée par les idées de Florence Simms, l'industrial secretary de l'association. Mary van Kleeck se décide alors à consacrer sa carrière au service public, un idéal auquel elle consacre un poème dans l'annuaire du Smith Collge.

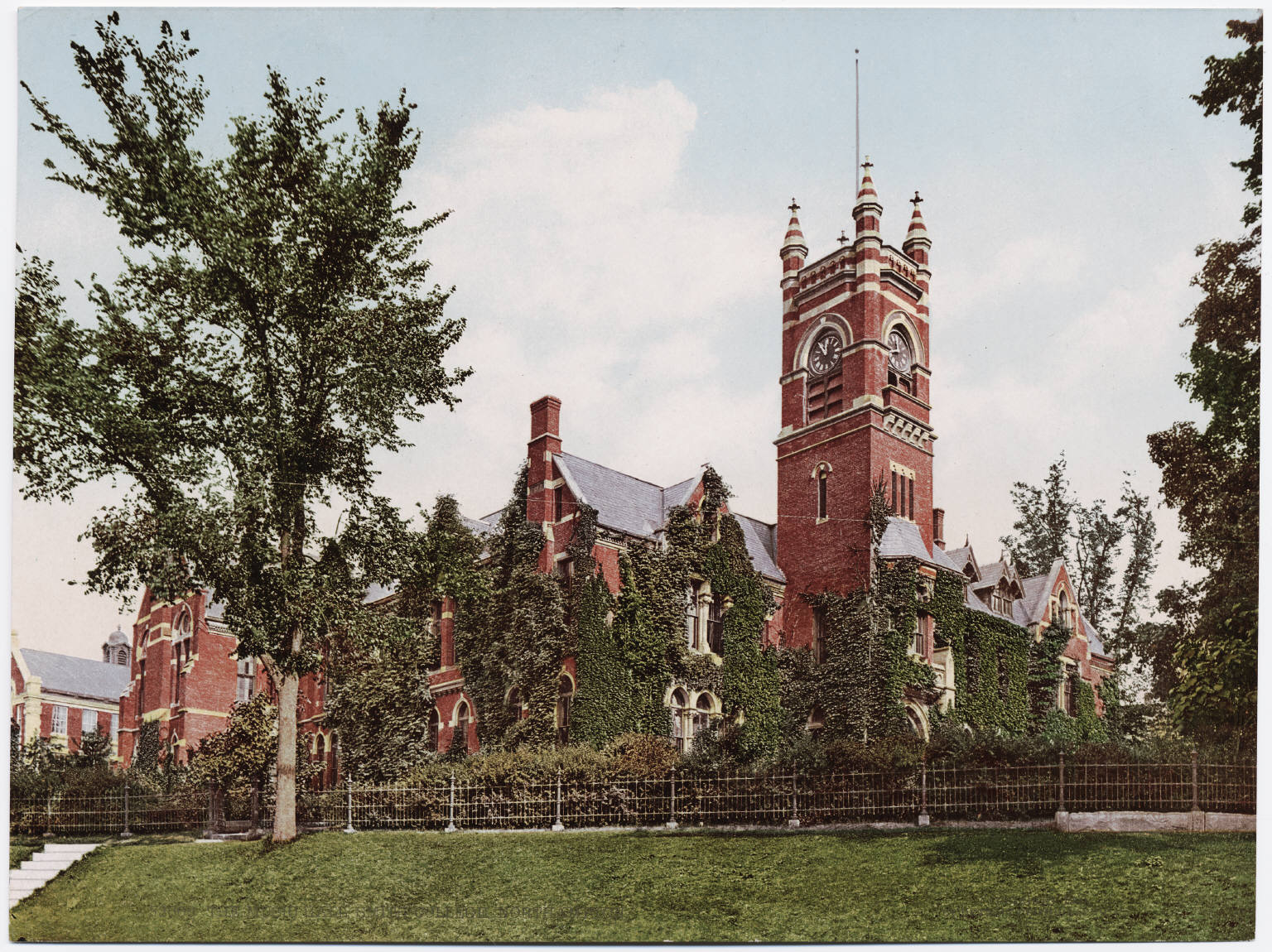
Van Kleeck étudie au Smith College, dans le Massachusetts.

### Début de carrière
Après avoir obtenu son diplôme de bachelor's degree du Smith College en 1904, Mary van Kleeck, en 1905, commence à s'intéresser au travailleur industriel par le biais de recherches sociales. Elle obtient une bourse de troisième cycle conjointe de la College Settlement Association et de l'association d'anciennes élèves du Smith College, qui lui permet d'effectuer des recherches à New York. Dans le cadre de ces travaux, elle mène des enquêtes sur l'application du droit du travail régissant la semaine de travail, qui est limitée à 60 heures à l'époque, bien que cette disposition soit fréquemment ignorée par les employeurs,.
Elle travaille également pour le Comité du travail des enfants de New York et la Ligue nationale des consommateurs. Le travail de Mary van Kleeck au sein de la College Settlement Association, ainsi que son rôle d'industrial secretary de l'Alliance Employment Bureau (AEB), la conduise au début de ses recherches sur les femmes dans l'industrie et le travail des enfants. Pour l'AEB, elle mène une étude sur les conditions de travail irrégulières des chapeliers et des fabricants de fleurs artificielles, deux sources majeures d'emploi pour les femmes à l'époque. Pendant cette période, Mary van Kleeck entreprend également des travaux de troisième cycle en économie sociale à l'université Columbia. Elle étudie auprès de l'économiste du travail Henry Rogers Seager, ainsi que de Franklin Giddings et de Samuel McCune Lindsay, mais n'obtient pas de doctorat.

#### Fondation Russell Sage
Mary van Kleeck obtient le soutien de la Fondation Russell Sage en 1907 peu après sa création, le début d'une relation professionnelle qui allait durer quarante ans. L'organisation est fondée par Margaret Olivia Slocum Sage pour soutenir l'activisme social et les réformes progressistes par le biais de recherches scientifiques spécialisées. Encadrée et formée par Florence Kelley et Lilian Brandt, éminentes militantes du travail des seniors et réformatrices sociales, Mary van Kleeck est engagée directement par la Fondation en 1910 pour diriger sa commission sur le travail des femmes. Son salaire initial est de 1 500 dollars par an. Elle contribue à l'adoption de lois new-yorkaises interdisant les longues heures de travail en 1910 et 1915. Mary van Kleeck et la Fondation Sage publient une série de livres basés sur ses recherches : Artificial Flower Makers (1913), Women in the Bookbinding Trade (1913), et Wages in the Millinery Trade (1914),.

Mary van Kleeck, entre 1913 et 1918, au travail avec la Fondation Russell Sage avant la première guerre mondiale.

En 1916, Mary van Kleeck persuade la Fondation de créer la Division of Industrial Studies dont elle prend la tête. En tant que directrice de la division, bientôt renommée et élargie pour devenir le Department of Industrial Studies, elle devient une personnalité reconnue dans l'étude des conditions de travail dans l'industrie et de l'emploi des femmes dans l'industrie. Le département de Mary van Kleeck devient une organisation connue pour son expertise sur l'industrie et le travail, pour la formation d'étudiants diplômés et pour le développement de nouvelles méthodes d'investigation. Son travail se caractérisait par « un empirisme minutieux, un examen collégial et une coopération avec des organismes publics et privés », selon l'historien Guy Alchon.
Le département de Mary van Kleeck recommande fréquemment des réformes du travail, telles que l'établissement de commissions salariales coopératives. Plus d'une fois, la Fondation Sage doit protéger le département des études industrielles contre les représailles d'entreprises lésées qui ont fait l'objet d'une enquête de la part du département. Le fabricant Remington Arms critiqué par le département de Mary van Kleeck en 1916 pour avoir fourni des conditions de travail inférieures aux normes à ses ouvriers, tente de supprimer le rapport qui en résulte, mais en est empêché par Robert DeForest, le vice-président de la fondation.
Aux côtés d'Eleanor Roosevelt, Mary van Kleeck est également co-vice-présidente du Women's City Club of New York, fondé en 1915. Au cours de cette période, la production d'études sur le travail et d'autres articles de Mary van Kleeck est conséquente, et elle travaille souvent en étroite collaboration avec la Women's Trade Union League (WTUL),. Par exemple, elle est l'auteure d'un article publié en mai 1915 dans le Journal of Political Economy dans lequel elle soutient que les jeunes filles qui travaillent devraient pouvoir accéder aux cours du soir sans obstacles financiers. Mary van Kleeck trouve également le temps de siéger au comité sur le chômage du maire de New York John Purroy Mitchel. En outre, elle donne une série de cours sur les questions industrielles à la New York School of Philanthropy de l'université Columbia de 1914 à 1917. À Columbia, Mary van Kleeck découvre les idées du taylorisme et en devient rapidement partisane, le considérant comme une « science sociale au potentiel utopique ». Elle est un membre éminent de la Taylor Society pendant plusieurs décennies.

### Première Guerre mondiale et le Women's Bureau
En 1917, les États-Unis entrent dans la Première Guerre mondiale. À ce moment-là, Mary van Kleeck jouit « d'une réputation bien méritée en tant que l'un des principaux experts nationaux en matière d'emploi des femmes ». À la demande du War Industries Board et de Herman Schneider, Mary van Kleeck étudie la possibilité d'employer des femmes dans les entrepôts de l'armée américaine,. Elle recommande la création d'un Women's Bureau au sein du ministère de la Guerre, et en conséquence, le président Woodrow Wilson nomme Mary van Kleeck à la tête d'un nouveau groupe de services pour les femmes dans l'industrie, une sous-agence du Département du Travail. Elle devient ainsi la première femme des États-Unis à être nommée à un poste d'autorité au sein du gouvernement fédéral depuis le début de la participation du pays à la Première Guerre mondiale. Mary van Kleeck écrit que le grand nombre de femmes amenées sur le marché du travail par la guerre représentait une « nouvelle liberté » pour les femmes : « la liberté de servir leur pays par le biais de leur industrie, non pas en tant que femmes, mais en tant que travailleuses jugées selon les mêmes normes et récompensées par les mêmes rétributions que les hommes ».

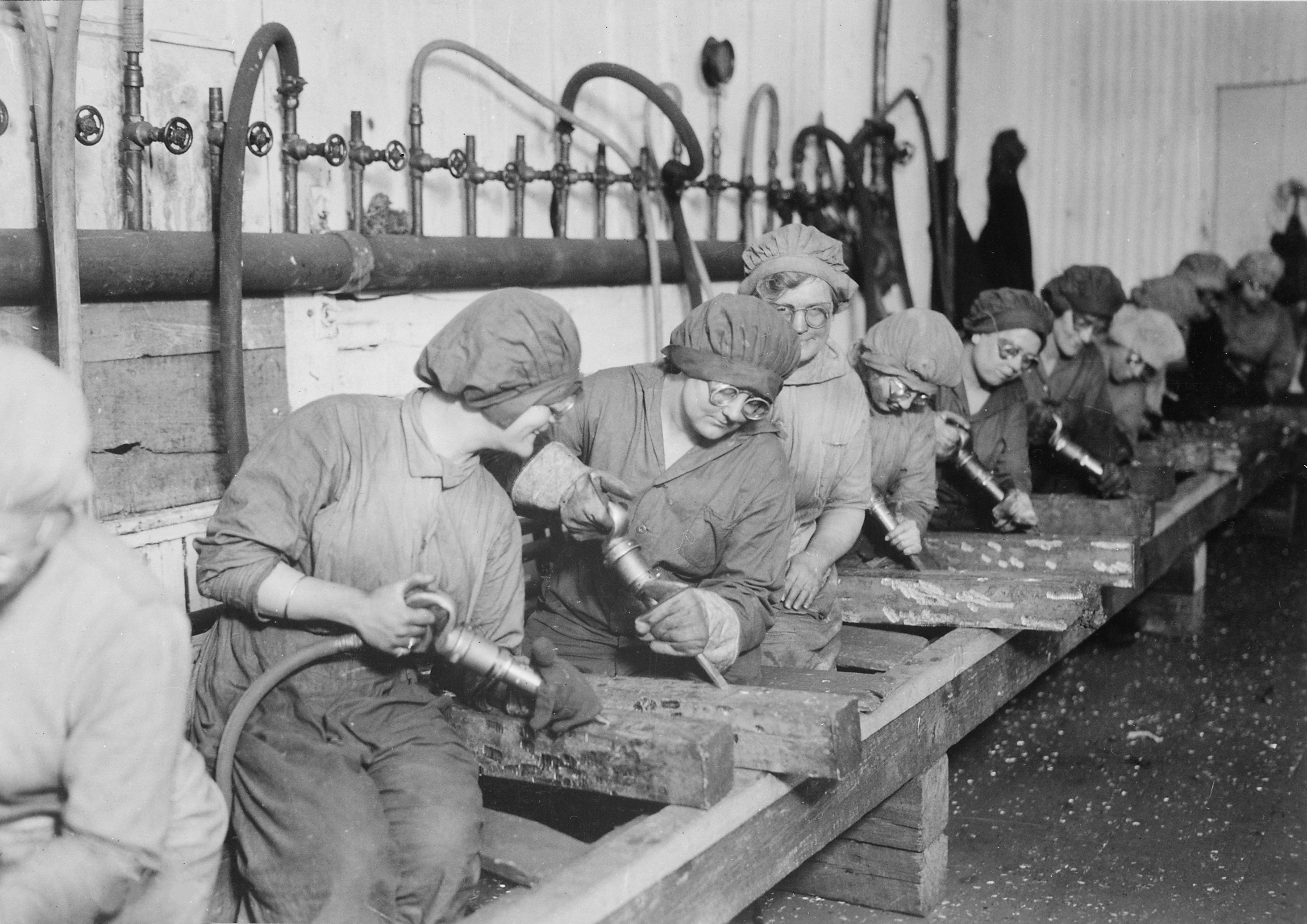
Mary van Kleeck étudie les conditions de travail des femmes dans la main-d'œuvre pendant la Première Guerre mondiale, comme ces fabricants de munitions en Pennsylvanie.

Le groupe Women in Industry Service produit une série de rapports documentant les disparités salariales, les conditions de travail dangereuses et la discrimination à l'encontre des travailleuses, en menant des enquêtes dans 31 États,. Leurs recommandations sont souvent ignorées et, lors d'une conférence organisée par Mary van Kleeck en octobre 1918 pour discuter du travail des femmes, le secrétaire au travail William Wilson refuse de prendre des mesures pour remédier aux inégalités salariales. Mary van Kleeck se fixe comme priorité de nommer une femme noire au sein du personnel du groupe Women in Industry Service, travaillant avec George Haynes pour trouver une candidate appropriée. Finalement, une chercheuse expérimentée, Helen Irvin, diplômée de l'université Howard, est engagée par la Croix-Rouge,.
En décembre 1918, le groupe publie un rapport de grande envergure intitulé Standards for the Employment of Women in Industry. Ce rapport sert par la suite de base à la loi révolutionnaire de 1938 sur les normes de travail équitables, qui applique des normes aux lieux de travail dans tout le pays,. Après la guerre, le groupe de Mary van Kleeck devient l'United States Women's Bureau. Mary van Kleeck rédige la loi permettant cette transition en juin 1920. Le 14 juillet, Mary van Kleeck est nommée à la tête de la nouvelle agence au sein du département du travail. Alors que l'on s'attend à ce qu'elle dirige le Bureau de manière permanente, Mary van Kleeck est appelée à s'occuper de sa mère mourante et démissionne quelques semaines plus tard. Mary Anderson, sa collègue et amie proche, devient alors la première directrice à long terme du Bureau,.

### Carrière dans l'entre-deux-guerres
Après la première guerre mondiale, Mary van Kleeck reprend son travail et ses recherches à la Fondation Russell Sage, devenant à nouveau directrice du département des études industrielles. La fondation continue à réaliser des études approfondies sur les conditions de travail des ouvriers sur des lieux tels que les usines de charbon et d'acier Rockefeller (en coopération avec Ben Selekman), la blanchisserie Dutchess et le Filene's Department Store. Ces études représentent collectivement « l'un des examens les plus approfondis de la décennie sur les changements spectaculaires en cours dans la relation entre le capital, le travail, les actionnaires et la direction », selon l'historien de l'économie Mark Hendrickson. Au cours des années 1920, Mary van Kleeck fait également partie de plusieurs comités gouvernementaux sous les administrations de Harding, Coolidge et Hoover,, notamment la President's Conference on Unemployment en 1921. Présidée par Hoover, qui est alors secrétaire au commerce, la commission sur le chômage élabore un plan pour le calcul uniforme des statistiques de l'emploi à travers les États-Unis, travail dans lequel Mary van Kleeck joue un rôle clé. Travailleuse infatigable, Mary van Kleeck est également membre du conseil d'administration du Smith College de 1922 à 1930 et elle dirige la National Interracial Conference en 1928.

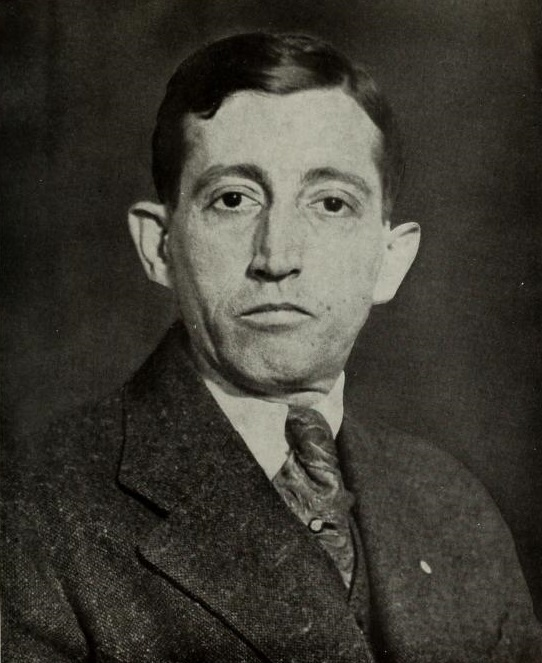
Will H. Hays a fait appel à Mary van Kleeck en raison de son expertise en matière de travail.

En 1924, Will H. Hays, le puissant dirigeant de la Motion Picture Producers and Distributors of America, demande à Mary van Kleeck d'entreprendre une étude sur l'industrie du casting à Hollywood, qui, selon lui, est sujette à l'exploitation. Mary van Kleeck mène l'étude et, entre autres conclusions, recommande la création d'une organisation centralisée pour le casting des figurants et autres petits rôles. Will H. Hays adopte cette suggestion et la Central Casting Corporation naît l'année suivante,,.
« Really, I don't feel I've worked an hour in my whole life... It is something I just love to do. »
— Mary van Kleeck, interviewée par Helen Foster en 1926.
        
« Sincèrement, je n'ai pas l'impression d'avoir travaillé une heure de toute ma vie… C'est quelque chose que j'aime faire. »
Un portrait de Mary van Kleeck publié en 1926 dans le Brooklyn Daily Eagle, mettant l'accent sur ses prodiges en mathématiques et en statistiques, la décrit comme « une femme discrète qui accomplit son travail de manière tranquille, qui le fait avant tout parce qu'elle l'aime, et qui profite pleinement de chaque minute de son existence ». En réponse à l'interviewer qui décrit ses rapports statistiques comme un « travail sans fin », Mary van Kleeck répond : « Sincèrement, je n'ai pas l'impression d'avoir travaillé une heure de toute ma vie […]. C'est quelque chose que j'aime tout simplement faire ». Quelques années plus tard, un jeune contemporain de Mary van Kleeck, Jacob Fisher, la décrit comme ayant « le port et le discours patriciens, la présence impérieuse et les manières de grande dame de la maîtresse d'un salon du XIXe siècle ».
À partir de 1928, elle est également active au sein de l'International Industrial Relations Institute, qu'elle codirige avec la réformatrice sociale néerlandaise Mary Fleddérus. Parmi les membres éminents de l'Institut figurent Adelaide Anderson et Lillian Moller Gilbreth. Celle-ci devient la compagne de vie de Mary van Kleeck, partageant chaque année leur temps entre les Pays-Bas et New York et échangeant des lettres quotidiennes lorsqu'elles sont séparées. L'historienne Jacqueline Castledine qualifie leur relation de romantique, décrivant van Kleeck et Fleddérus comme des « femmes engagées » à une époque où le lesbianisme n'est pas encore accepté dans la société dominante. Ces relations, qui ne sont pas inconnues dans les communautés urbaines de femmes ayant fait des études supérieures, sont appelées « mariages de Boston ».
En 1932, en tant que défenseure de longue date de la planification socio-économique, Mary van Kleeck visite l'Union soviétique, qu'elle considère comme étant à l'avant-garde de la gestion scientifique et des droits des travailleurs. La même année à Francfort, elle préside la seconde Conférence internationale du Service social. L'année suivante, elle est élue membre de l'Association américaine pour l'avancement des sciences,. Mary van Kleeck dirige également la formation de l'American Association of Social Workers, qui fusionne ensuite avec la National Association of Social Workers.

### Socialisme et opposition à la Nouvelle donne

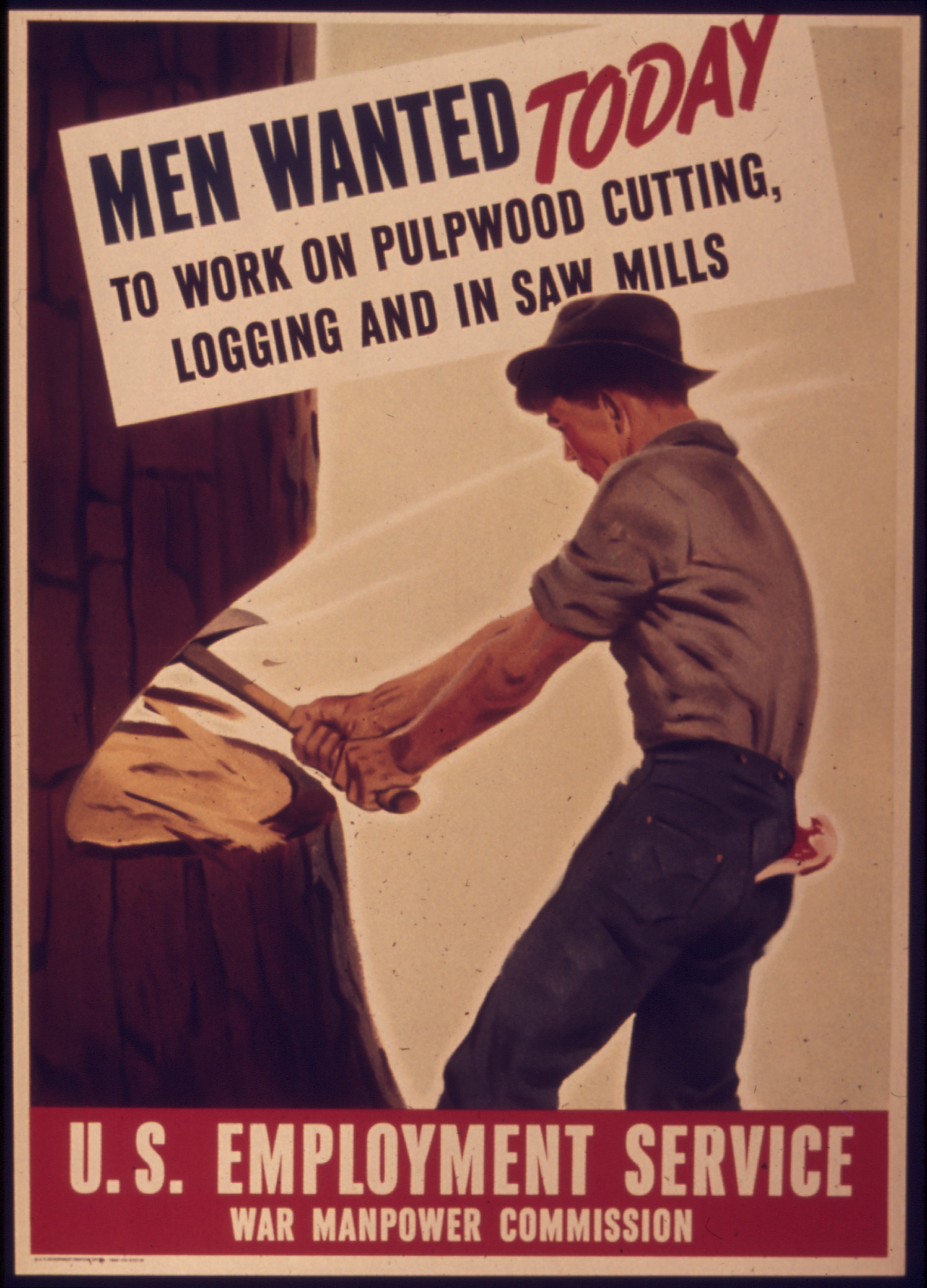
Mary van Kleeck démissionne d'un poste de conseillère au sein de l'agence américaine pour l'emploi en raison de son opposition aux politiques de la Nouvelle donne.

Bien que plusieurs collègues spécialistes des sciences sociales et activistes aient plaidé pour que Mary van Kleeck obtienne un poste de ministre dans la nouvelle administration Roosevelt en 1933, ses opinions de plus en plus radicales rendent la chose peu probable. Au début des années 1930, elle devient socialiste et s'oppose aux initiatives de la Nouvelle donne de l'administration Roosevelt, préférant une planification économique de style soviétique, dont elle est convaincue qu'elle serait efficace pour résoudre les problèmes économiques persistants des États-Unis,. Ses opinions ont été largement diffusées, notamment dans un article du New York Times de 1931 sous-titré « Mary van Kleeck Says Social Effects of World Plans Should Be Test »,.
Bien que nommée au conseil consultatif fédéral du service de l'emploi américain de la Nouvelle donne, elle démissionne en signe de protestation au bout d'un jour, car elle estime que la National Recovery Administration ne soutient pas suffisamment les syndicats,. Mary van Kleeck continue à mener des études sur le travail et à écrire en faveur des politiques socialistes. Son livre Miners and Management, publié en 1934, est basé sur une étude de la Rocky Mountain Fuel Company, et soutient que toute l'industrie devrait être socialisée. Son livre suivant, Creative America, est publié en 1936 et s'oppose au maintien du contrôle privé des moyens de production, ainsi que le soutien d'une « forme modérée de collectivisme ».
Au cours des premières années de la Nouvelle donne, Mary van Kleeck est considérée comme une figure de proue de la gauche américaine, avec une influence considérable sur le mouvement national du travail social, qui prône des améliorations progressives de la société. Son influence est illustrée par un accueil enthousiaste lors de la réunion de la National Conference of Social Work (NCSW) en 1934. Elle y présente son article intitulé Our Illusions Regarding Government (Nos illusions concernant le gouvernement), affirmant que les réformateurs sociaux ne doivent pas se laisser corrompre par un gouvernement contrôlé par le capital et les grandes entreprises, qui aurait « tendance à protéger les droits de propriété plutôt que les droits de l'homme »,.
Le discours de Mary van Kleeck, prononcé devant une foule de 1 500 personnes dans une salle conçue pour 500 personnes, est si bien accueilli qu'elle reçoit le prix le plus prestigieux de la conférence pour un article exceptionnel, et qu'il lui est demandé de le présenter à nouveau pour répondre à la forte demande des participants qui souhaitent entendre son travail,. Une journaliste écrit :
« Never in a long experience of conferences has this observer witnessed such a prolonged ovation... to her wearied and discouraged colleagues in social work she brought a new hope and dream when they had ceased to hope and dream, and she came in the person of an undeniable leader, clothed with the courage for a good fight. The effect on her hearers was electric. »
— Gertrude Springer écrit dans The Survey, juin 1934.
        
« Jamais, au cours de sa longue expérience des conférences, cet observateur n'a été témoin d'une ovation aussi prolongée… à ses collègues fatigués et découragés du travail social, elle a apporté un nouvel espoir et un nouveau rêve alors qu'ils avaient cessé d'espérer et de rêver, et elle est venue en la personne d'une meneuse incontestable, munie du courage pour un bon combat. L'effet sur ses auditeurs était électrique. »
Cette réaction alarme les membres les plus conservateurs du NCSW et conduit son président, William Hodson, à critiquer le radicalisme de Mary van Kleeck et son opposition à la Nouvelle donne lors du banquet annuel de l'organisation. En réponse, près de 1 000 participants à la conférence s'organisent pour censurer officieusement William Hodson.
Mary van Kleeck est également membre du conseil d'administration de l'Union américaine pour les libertés civiles (ACLU), dont elle dirige la sous-commission de la politique du travail. Elle est affiliée à cette association de 1935 à 1940, date à laquelle elle démissionne en signe de protestation après l'exclusion par l'ACLU d'Elizabeth Gurley Flynn, pour son appartenance au parti communiste,.
Mary van Kleeck est initialement opposée à l'entrée des États-Unis dans la Seconde Guerre mondiale, qu'elle considère comme une mésaventure impérialiste. Pendant la guerre, elle continue à plaider pour l'inclusion des femmes dans le gouvernement et la main-d'œuvre. En 1944, Mary van Kleeck co-écrit avec Mary Fleddérus Technology and Livelihood. Ce livre soutient que l'innovation et l'efficacité technologiques accrues conduisent inévitablement à une augmentation du chômage et du sous-emploi, et suggère un État-providence fort et un mouvement ouvrier comme remède nécessaire à ce problème,. Connue pour ses contributions d'avant-guerre aux statistiques du travail, Mary van Kleeck devient fellow de l'American Statistical Association en 1945,.

### Retraite et mort
En 1948, Mary van Kleeck prend sa retraite à la fois de la Fondation Sage à l'âge de 63 ans, après avoir gagné un salaire de 8 808 dollars au cours de sa dernière année au sein de l'organisation, mais aussi de l'International Industrial Relations Institute. La même année, elle se présente au New York State Senate en tant que membre du parti d'extrême gauche, le Parti travailliste américain, dans le 20e district de Manhattan, contre le républicain sortant MacNeil Mitchell et la démocrate Evelyn B. Richman. Au cours de la dernière année d'importance du parti travailliste américain, Mary van Kleeck obtient 14 284 voix (10,01 %), contre 76 519 pour Mitchell et 51 916 pour Richman,. Après cette défaite, elle se tourne vers le militantisme antinucléaire et le désarmement,. Mary van Kleeck participe également à la fondation du Congress of American Women, une organisation importante du mouvement pacifiste de l'après-guerre. Faisant valoir que l'organisation devait se concentrer sur les femmes non seulement en tant que femmes au foyer mais aussi en tant que travailleuses, Mary van Kleeck invite Mary McLeod Bethune à faire une présentation sur la discrimination à l'encontre des femmes afro-américaines.
Bien qu'elle n'ait jamais adhéré publiquement au parti communiste, Mary van Kleeck devient une défenseure de l'Union soviétique, estimant qu'elle représentait la seule alternative viable au capitalisme dans le monde. En conséquence, elle est soupçonnée par le gouvernement et surveillée par le FBI en tant que « compagnon de route » et membre secret possible du parti communiste, bien qu'aucune preuve d'appartenance n'ait jamais été présentée,. Les commissions du Congrès chargées d'enquêter sur le communisme la répertorie comme membre de 60 organisations « subversives » différentes qu'elles considère comme de possibles façades pour le communisme. À plusieurs reprises, Mary van Kleeck se voit refuser un visa pour voyager à l'étranger,. En tant que socialiste ouvertement engagée, Mary van Kleeck est convoquée devant la sous-commission permanente d'enquête du Sénat de Joseph McCarthy en 1953, où elle est représentée par Leonard Boudin, avocat spécialisé dans les droits civils, et interrogée par Roy Cohn. Voici un extrait de cette interrogatoire :

M. Cohn : Croyez-vous en notre forme de gouvernement actuelle ?
Mary van Kleeck : Tout à fait. Je suis une américaine avec une longue histoire familiale qui remonte aux premiers jours, et tout mon travail est consacré aux Etats-Unis d'Amérique.
M. Cohn : Ma question était la suivante : Vous croyez en la forme capitaliste du gouvernement ?
Mary van Kleeck : Les États-Unis sont-ils essentiellement et à jamais capitalistes ? Ils ont changé de forme d'organisation au fil des ans. Je crois en la démocratie politique, qui est l'essence même des Etats-Unis d'Amérique.
— Transcription de l'audition du Sénat américain, 25 mars 1953. 
À la retraite, elle vit avec sa partenaire de longue date, Mary "Mikie" Fleddérus, à Woodstock, dans l'État de New York,. En 1956, sur la recommandation d'Eleanor Flexner, Mary van Kleeck commence à organiser ses papiers et à les remettre à la Sophia Smith Collection de son alma mater, avec l'aide de Margaret Storrs Grierson. Mary van Kleeck n'est pas sûre de la valeur de ses documents, déclarant que « écrire sur [les questions nationales] en ne prenant que moi comme élément unificateur les rabaisserait au point de les faire disparaître », mais elle finit par croire que « la collection, si elle est bien organisée, sera la biographie la plus utile ».
Souvent décrite par ses contemporains comme une personne sérieuse, brillante et calme, Mary van Kleeck joue au tennis et au bridge et est amatrice de théâtre et de sketches comiques,,. Chrétienne tout au long de sa vie, elle est membre de la Ligue épiscopale pour l'action sociale et de la Société des Compagnons de la Sainte-Croix,. Mary van Kleeck meurt d'une insuffisance cardiaque le 8 juin 1972 à Kingston dans l'État de New York à l'âge de 88 ans. Elle ne s'est jamais mariée.
Les femmes réformatrices telles que Mary van Kleeck, bien que célibataires et qui consacraient leur vie au service social, se considéraient comme des « mères publiques » et acceptaient que leur travail soit décrit comme maternaliste.

## Publications
- (en) Artificial flower makers, 1913 (OCLC 322875).
- (en) Women in the bookbinding trade, 1913 (OCLC 13187716).
- (en) Working Girls in Evening Schools.A Statistical Study, 1914 (présentation en ligne).
- (en) Positions in social work a study of the number, salaries, experience and qualifications of professional workers in unofficial social agencies in New York City, based upon an investigation made by Florence Woolston for the New York School of philanthropy and the intercollegiate bureau of occupations, 1916 (OCLC 14033623).
- (en) A seasonal industry; a study of the millinery trade in New York, Russell Sage Foundation, 1917 (OCLC 400205).
- (en) What industry means to women workers, 1923 (OCLC 619838322).
- (en) Employes' representation in coal mines, 1924 (OCLC 1028966).
- (en) Miners and Management, Russell Sage Foundation, 1934, 391 p. (présentation en ligne).
- (en) Creative America; its resources for social security,, 1936 (OCLC 288168).
- (en) Technology and livelihood; an inquiry into the changing technological basis for production as affecting employment and living standards,, 1944 (OCLC 282385).